# Чудновили Божић
Чудновили Божић (енгл. A Fairly Odd Christmas) познат и као Чудновили филм 2 (енгл. A Fairly Odd Movie 2) америчко-канадска је Божићна фантазијска ТВ филмска комедија из 2012. године. Ово је наставак играног ТВ филма Чудновили филм: Одрасти, Тими Тарнеру! из 2011. године, који је базиран на Никелодионовој анимираној серији Чудновили родитељи. Филм је премијерно приказан 29. новембра 2012. године на Никелодиону и имао је 4,473 милона гледаоца на дан премијере. Наставак филма, Чудновило лето, објављен је 2014. године.
У Србији, Црној Гори, Републици Српској и Македонији филм је премијерно приказана 2013. године на каналу Никелодион, синхронизована на српски језик. Синхронизацију је радио студио Голд диги нет. Српска синхронизација нема ДВД издања.

## Улоге
| Лик                | Глумац/ица      |
| ------------------ | --------------- |
| Тими Тарнер        | Дрејк Бел       |
| Тути               | Данијела Моне   |
| Дензел Крокер      | Дејвид Луис     |
| Козмо              | Даран Норис     |
| Ванда              | Сузана Блејкзли |
| Пуф                | Тара Стронг     |
| Дејв               | Травис Тарнер   |
| Керол              | Девин Далтон    |
| Господин Тарнер    | Терил Ротери    |
| Госпођа Тарнер     | Даран Норис     |
| Јорген фон Стренгл | Марк Гибон      |
| Елмер              | Тони Кокс       |
| Вики               | Девон Вајгел    |
| Деда Мраз          | Донавон Стинсон |

## Номинације
| Година | Награда                 | Категорија                                                                                            | Прималац              | Резлултат  | Реф.  |
| ------ | ----------------------- | --- | --------------------- | ---------- | ----- |
| 2013.  | Награде за младе глумце | Најбоље извођење у ТВ филму, мини-серији, специјал-епизоди или пилот-епизоди — Споредне младе глумице | Далила Бела           | Номинација | [ 2 ] |
| 2013.  | Награде за младе глумце | Најбоље извођење у ТВ филму, мини-серији, специјал-епизоди или пилот-епизоди — Споредне младе глумице | Оливија Стил Фалконер | Номинација | [ 2 ] |